# كارولين برات
كارولين برات (بالإنجليزية: Caroline Pratt)‏ هي مربية أمريكية، ولدت في 13 مايو 1867 في فايتفيل في الولايات المتحدة، وتوفيت في 6 يونيو 1954 في نيويورك في الولايات المتحدة.

## وصلات خارجية
- كارولين برات على موقع الموسوعة البريطانية (الإنجليزية)